# Biflabellotillus foveolatus
Biflabellotillus foveolatus is een keversoort uit de familie mierkevers (Cleridae). De wetenschappelijke naam van de soort is voor het eerst geldig gepubliceerd in 1949 door Pic.